# Cristianismo ortodoxo en España

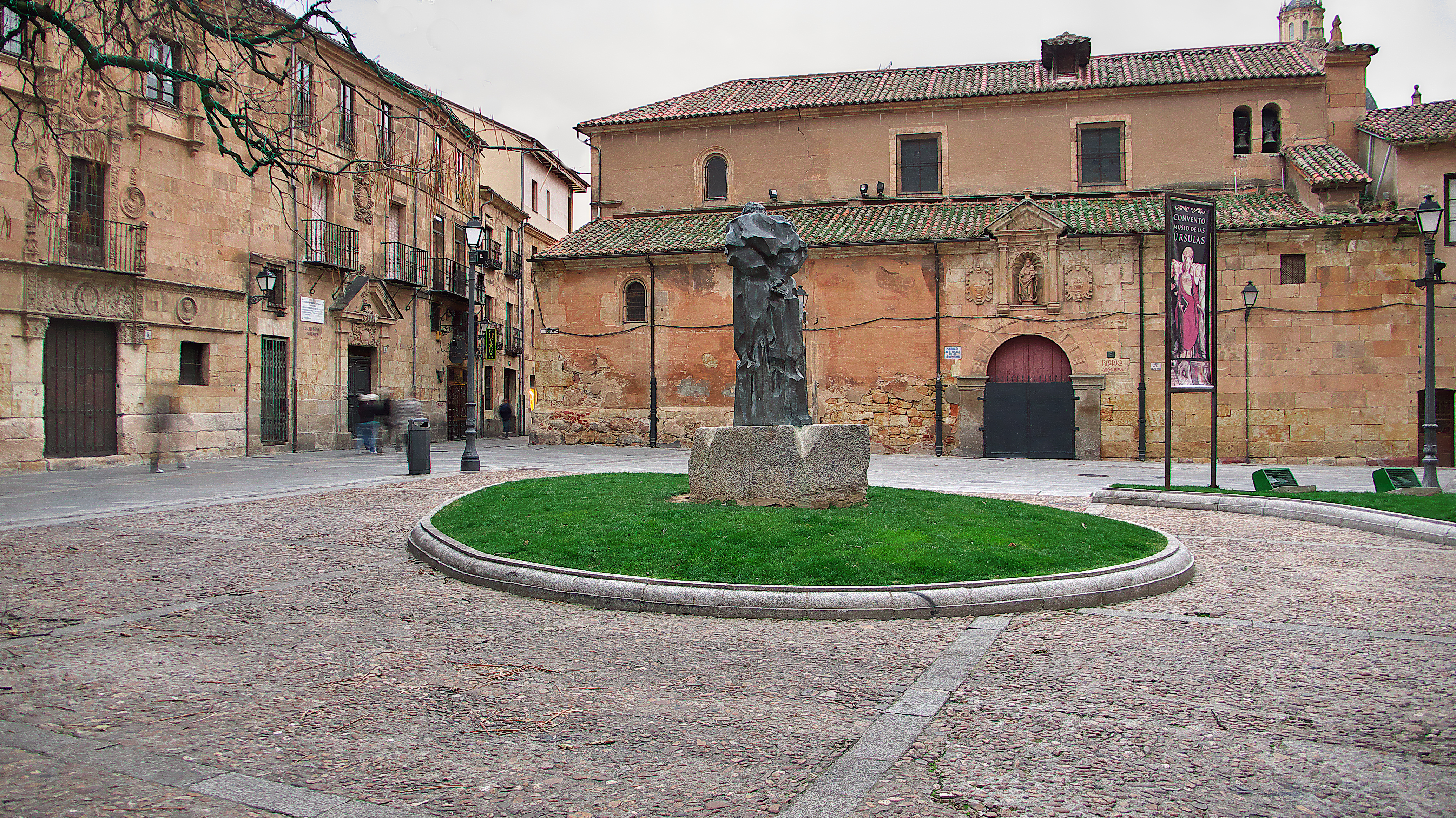
Iglesia de Santa María de los Caballeros, Salamanca, cedida a la Iglesia Ortodoxa Rumana

El cristianismo ortodoxo en España está asociado a los inmigrantes de Grecia, Rumania y Serbia. El número total de fieles, debido a la alta liquidez de estos grupos, es difícil de estimar.

## Historia

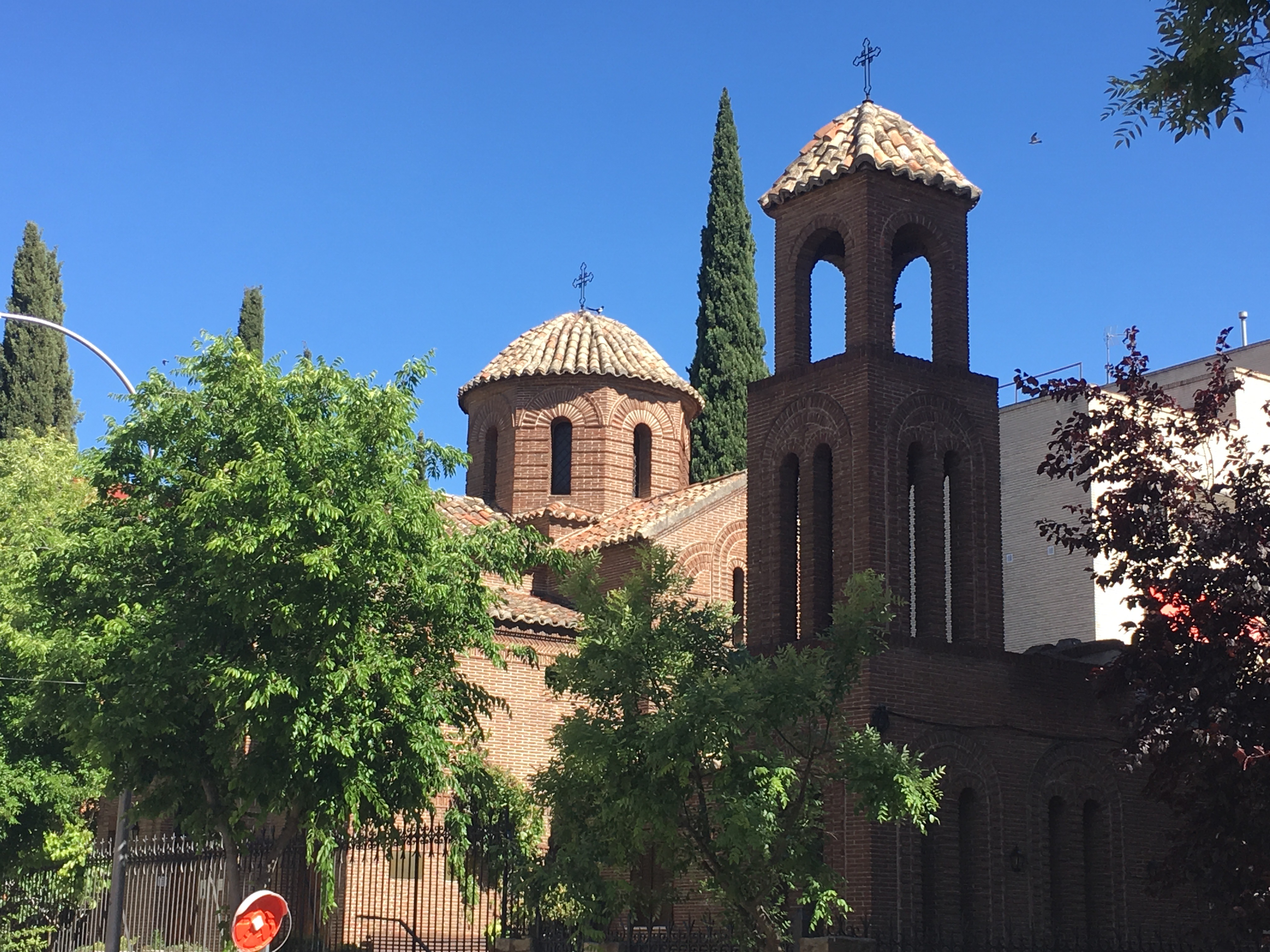
Catedral ortodoxa griega de los Santos Andrés y Demetrio de Madrid

La Iglesia hispánica fue parte de la Iglesia Ortodoxa Católica no dividida durante los primeros 10 siglos de su historia hasta el Gran Cisma de 1054.  Desde entonces España se ha mantenido bajo la influencia de la Iglesia de Roma, la cual se separó de los otros antiguos patriarcados ortodoxos. 
La presencia de cristianos ortodoxos en el España fue escasa en la primera mitad del siglo XX, limitándose, con alguna excepción, a la existencia de residentes inmigrantes en aquel entonces, pero sin llegar a constituirse como comunidades de forma estable y continua.
Posteriormente, en Madrid se inició una incipiente comunidad de origen griego que acogió a residentes ortodoxos de otras nacionalidades. En Barcelona, un pequeño grupo de origen griego era visitado en Navidad y Pascua por un sacerdote itinerante. Más adelante un sacerdote rumano se estableció en Madrid, sirviendo a un pequeño grupo de fieles de esta nacionalidad.

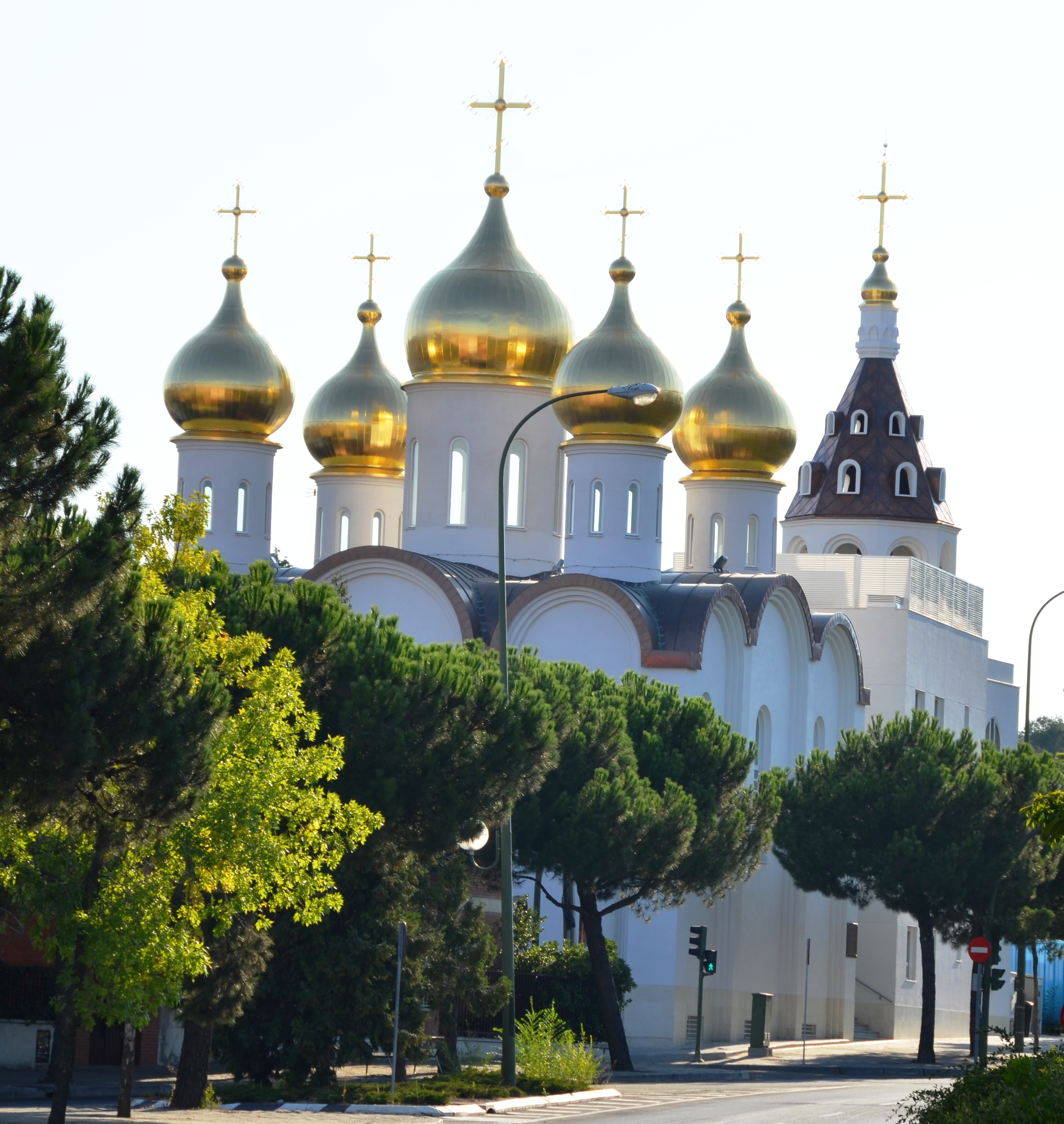
Iglesia ortodoxa rusa, Madrid

A principios de los años 1970, se estableció en Barcelona una comunidad estable, integrada por miembros naturales del país y algunas familias de origen ruso y rumano. Las ediciones, publicaciones, y las referencias tradicionalmente ortodoxas eran escasísimas por no decir inexistentes y esta comunidad tuvo que estrechar vínculos de amistad y comunión con la Fraternité Orthodoxe en Europe Occidental y con el Institute de Theologie Orthodoxe Saint Serge de París.
Actualmente, los diferentes Patriarcados históricos se han establecido en el país, aglutinando las diferentes procedencias étnicas de los fieles, constituidas en parroquias estables con sus organizaciones pertinentes. El número de adeptos ortodoxos comenzó a aumentar a principios de la década de 1990, cuando España experimentó una afluencia de trabajadores migrantes de Europa del Este. En el conjunto del Estado se pueden contabilizar a día de hoy, aproximadamente, un millón de fieles ortodoxos. La nacionalidad dominante entre los adeptos ortodoxos españoles es la rumana (aproxidamamente, residen unos 670.000 rumanos en territorio español), seguidos de los búlgaros (~ 120.000), ucranianos (~ 110.000) rusos (~ 80.000), moldavos(~ 20.000), georgianos (~ 18.000) y otros.
La Comunidad Griega de Madrid y la Comunidad Ortodoxa de Barcelona, disfrutan del “Notorio Arraigo”, otorgado por el Ministerio de Justicia. Recientemente, este reconocimiento ha sido hecho extensivo a las demás Comunidades Ortodoxas canónicas existentes en el territorio español.
Recientemente se ha constituido la Asamblea de Obispos Ortodoxos de España y Portugal, órgano de interlocución con el Estado y referente de la plena Canonicidad de las Comunidades y Clero existentes.
En el momento actual, los Patriarcados de Serbia, Moscú, Bulgaria, Rumania, Georgia y Constantinopla poseen comunidades en el territorio estatal con sus respectivos Obispos diocesanos, algunos de ellos residentes en el país.
Las comunidades cristianas ortodoxas en España cuentan cada vez con más fieles de nacionalidades occidentales como España, algunos países hispanoamericanos y de habla inglesa.

## Actividad científica y cultural
En Barcelona hay un centro colaborador del parisino Instituto Saint-Serge de Teología Ortodoxa, la Escuela de Teología Sant Gregori Palamàs. En la misma ciudad y en Alicante hay talleres de pintura de iconos.